# Eduardo de Serpa Pimentel
Eduardo de Serpa Pimentel (Casa da Guarita, 18 de Julho de 1828 - Porto, Bonfim, 24 de Abril de 1917) foi um juiz e político português.

## Biografia
Bacharel formado em Direito pela Faculdade de Direito da Universidade de Coimbra, foi Juiz Conselheiro do Supremo Tribunal de Justiça, Par do Reino, Governador Civil do Distrito de Vila Real, etc.

## Casamento e descendência
Casou no Porto a 4 de Setembro de 1852 com Maria Joana Gomes da Silva (29 de Novembro de 1830 - Porto, Bonfim, 30 de Junho de 1913), com geração.